# Catedral de Westminster
La Catedral de la Preciosísima Sangre de Cristo de Westminster en Londres, Inglaterra, es el templo principal de la Iglesia católica en Inglaterra y Gales y la iglesia metropolitana y catedral de la archidiócesis de Westminster. Es la sede del arzobispo primado de la Iglesia católica en Inglaterra y Gales.
La catedral, la mayor iglesia católica de Inglaterra y Gales (que no debe confundirse con la abadía de Westminster, de la iglesia anglicana), está situada en Victoria, SW1, en la ciudad de Westminster.
La catedral de Westminster es la sede del arzobispo de Westminster, actualmente, el Cardenal Nichols, cabeza de la arquidiócesis de Westminster. Debido a la importancia de la sede, todo arzobispo de Westminster es nombrado cardenal.

## Historia
Al final del siglo XIX, la jerarquía de la Iglesia católica apenas había sido restaurada en Inglaterra y Gales, y fue en memoria del cardenal Nicholas Patrick Wiseman (primer arzobispo de Westminster desde 1850 hasta su fallecimiento en 1865) cuando la primera suma importante de recursos económicos fue recolectada para la nueva catedral. El solar fue adquirido en 1884 por un sucesor de Wiseman, Henry Manning, y había sido previamente ocupado por la prisión Westminster Bridewell. Después de los intentos fallidos de 1867 (con proyecto del arquitecto Henry Clutton) y 1892 (arquitecto, el barón von Ferstel), la edificación finalmente comenzó en 1895 durante el arzobispado de Herbert Vaughan con el arquitecto John Francis Bentley. La catedral abrió sus puertas en 1903, poco después de la muerte de Bentley. Por razones económicas la decoración interior está todavía por terminar.

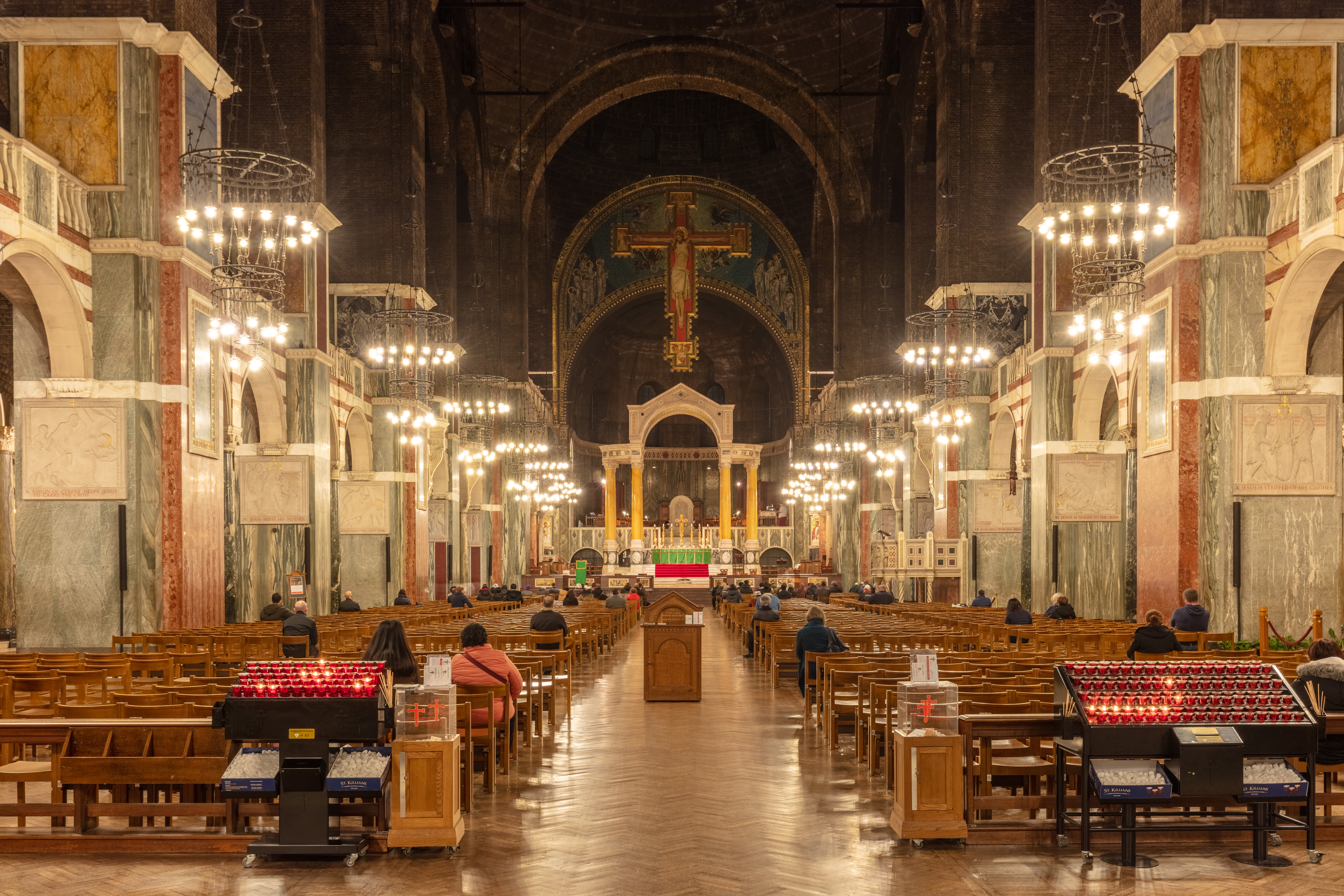
Interior de la iglesia catedral católica.

Según el derecho canónico, ningún lugar de culto puede ser consagrado hasta que ha pagado todas sus deudas y tiene su estructura completa, así que la ceremonia de consagración no tuvo lugar hasta el 28 de junio de 1910.
El 28 de mayo de 1982, en el primer día de los seis que permaneció en Gran Bretaña, el papa Juan Pablo II celebró la Santa Misa en la catedral.
En 1995, a invitación del cardenal Basil Hume, la catedral fue visitada por Isabel II del Reino Unido, la primera visita de un monarca británico a una catedral católica por varios cientos de años.
El 18 de septiembre de 2010, durante su visita pastoral a Gran Bretaña para la beatificación del cardenal Newman, el papa Benedicto XVI celebró la Santa Misa votiva de la Preciosísima Sangre de Cristo en la Catedral, concelebrada por el pleno del episcopado católico británico. En el lado del coro asistió como observador el arzobispo anglicano de Canterbury y primado de la iglesia anglicana, Rowan Williams.

## Arquitectura y mosaicos
La arquitectura neo-bizantina de John Francis Bentley hace de la catedral de Westminster un edificio fácilmente reconocible.
Los rasgos exteriores más llamativos son el gran campanario, la torre de San Eduardo, de unos 83 metros (casi 87 hasta el final de la cruz que lo corona) y su fachada oeste por sus pilares y arcos.
La nave es la más ancha de todas las iglesias de Inglaterra y, debido a que el Santuario está a casi un metro y medio por encima del nivel de la nave, desde cualquier parte se puede disfrutar de una vista ininterrumpida del Altar Mayor, con su baldaquín de mármol, donde la luz se concentra de forma muy ingeniosa. El Crucifijo ricamente dorado, colgando del arco central tiene 10 metros de largo. En un lado hay una figura de Cristo; en el reverso, detrás del altar, de la Virgen de las Angustias. El trono arzobispal o cátedra, de mármol y mosaicos, está inspirado en el Trono Papal de la basílica de San Juan de Letrán de Roma.
Los hermosos pilares de mármol de Carrara están elaboradamente tallados. Hay en total once capillas laterales. Junto con la capilla de la Santo Sacramento hay un monumento en mármol blanco al cardenal Vaughan. Son especialmente bellas las imágenes y puertas de esta capilla, surmontada por un pelícano de oro. Justo en frente está la capilla de Nuestra Señora. La capilla de los santos Gregorio y Agustín (el primero del lado de las Epístolas) y la capilla de las ánimas (la primera del lado del Evangelio según uno entra en el Templo), están también completas.
Los bellísimos pilares de mármol han sido elaboradamente tallados con mármol blanco de Carrara. Hay en total once capillas laterales. Junto a la capilla del Santo Sacramento hay una escultura en mármol también blanco del Cardenal Vaughan (m. 1903). Las imágenes y puertas de esta capilla, surmontadas por un pelícano de oro, son hermosísimas. A la misma altura en el lado opuesto del santuario hay una capilla a la Virgen. La capilla de los santos San Gregorio y San Agustín (primera capilla del lado del Evangelio) y la capilla de las Santas Almas (la primera del lado de la Epístola) también han sido terminadas, esta última como regalo por parte de Lord y Lady Brampton.
Las estaciones del Viacrucis son obra del escultor Eric Gill, que también realizó el altar de la capilla de San Jorge.

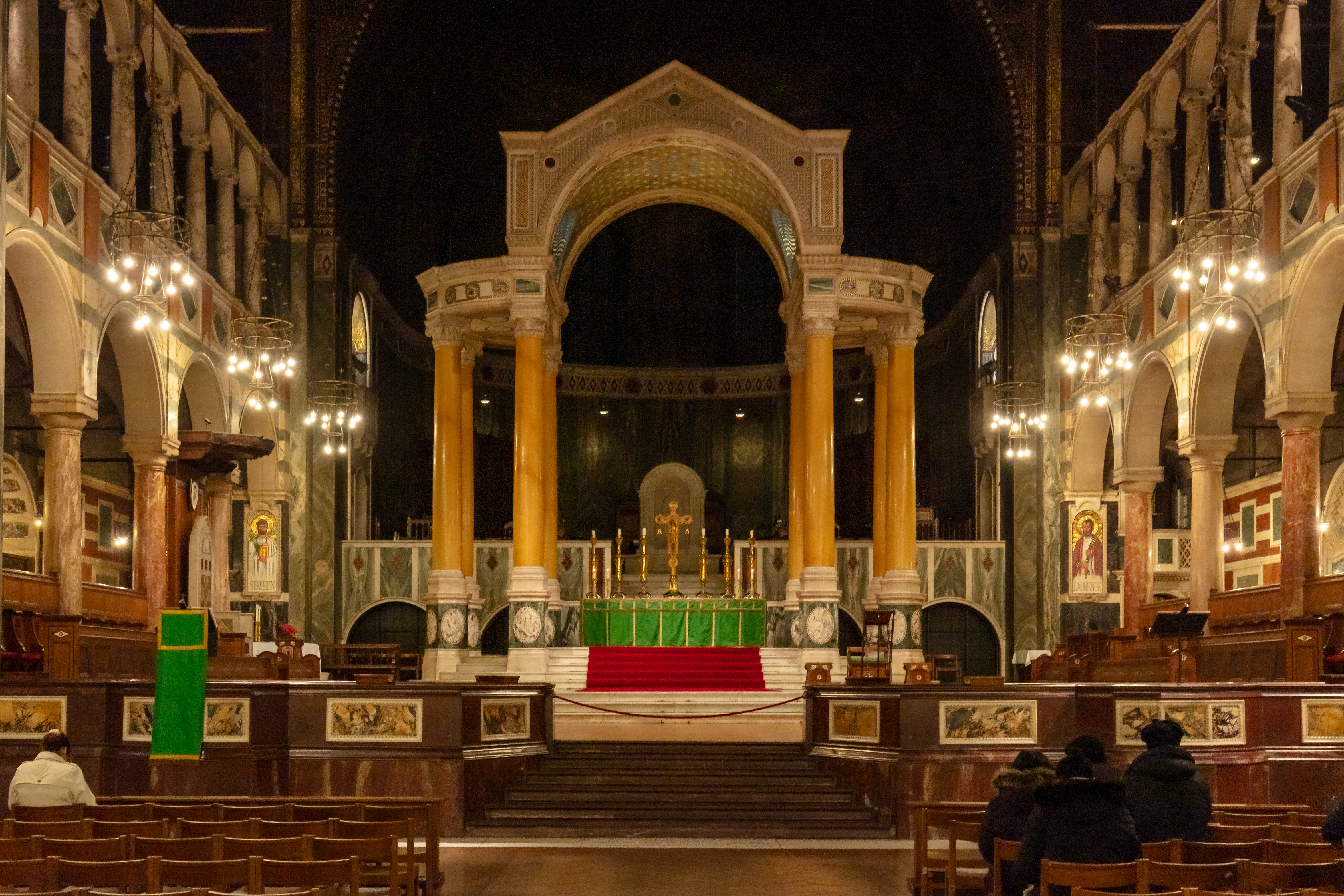
Altar mayor.

La catedral continúa recibiendo donaciones anónimas para la finalización de los elaborados mosaicos que posee. La decoración de la capilla de San José ha sido recientemente terminada.
Bajo el coro se encuentra la cripta o capilla de San Pedro, también con hermosas columnas. En esta capilla se encuentran sendas esculturas cubriendo los restos de los cardenales Wiseman y Manning, que fueron aquí trasladados desde su localización original en el cementerio católico de Santa María en Kensal Green.
Las vistas desde la torre han sido obstruidas por la edificación cercana. La torre mide alrededor de 20 metros más que las torres de la abadía de Westminster que se encuentra al oeste, en la misma ciudad de Westminster, pero es unos 9 metros menor que la torre del Reloj del palacio de Westminster. La residencia arzobispal se encuentra adherida al este de la catedral en la avenida Ambrosden.

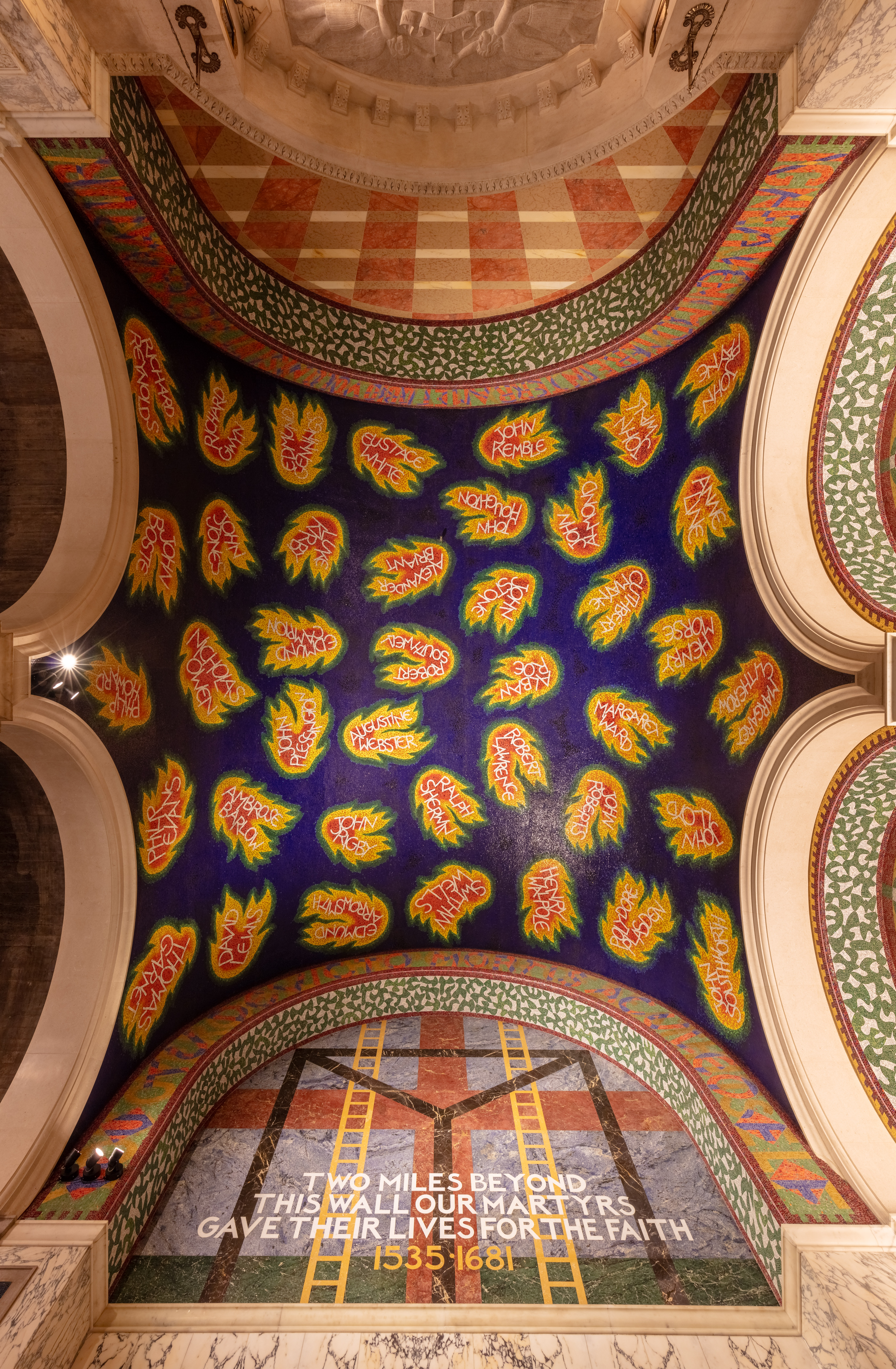
Techo de mosaico de la capilla de San Jorge y los Mártires Ingleses.

## Música
A pesar de su relativa corta historia en comparación con otras catedrales inglesas, Westminster tiene una distinguidísima tradición coral, y el coro catedralicio es considerado como uno de los mejores de su tipo de todo el mundo. Este virtuosismo musical tiene su origen en la visión compartida por el cardenal Vaughan, el fundador de la catedral, y Sir Richard Runciman Terry, su primer maestro de música. La tradición musical catedralicia ha sido ensalzada por sucesivos y distinguidos maestros de música. Anteriores directores del coro han incluido a George Malcolm, Colin Mawby, Stephen Cleobury, David Hill and James O'Donnell. Desde 2000 el puesto ha sido ocupado por Martin Baker. En la Catedral de Westminster se celebra diariamente Misa cantada.
El Coro ha participado en diferentes trabajos con distinguidísimos compositores, algunos de los cuales muy conocidos por su contribución a la música anglicana, como Benjamin Britten o Ralf Vaughan Williams. Sin embargo, el coro es particularmente reconocido por sus interpretaciones de canto gregoriano y polifonía del Renacimiento.
Todos los chicos del coro acuden a la cercana Escuela del Coro de la Catedral de Westminster.
Al contrario de la mayoría de las catedrales inglesas, Westminster no posee un coro separado, en su lugar, el coro se encuentra escondido de la vista en el ábside detrás del altar mayor. Esto, con la excelente acústica del edificio catedralicio, contribuye a crear un sonido muy característico.